# Labučiai (przystanek kolejowy)
Labučiai – przystanek kolejowy w pobliżu miejscowości Beinorava, w rejonie radziwiliskim, w okręgu szawelskim, na Litwie. Położony jest na linii Radziwiliszki – Dyneburg.